# Zarley Zalapski
Zarley Bennett Zalapski, född 22 april 1968 i Edmonton, Alberta, död 12 december 2017 i Calgary, Alberta, var en kanadensisk ishockeyspelare.

## Spelarkarriär
Zalapskis karriär började i Fort Saskatchewan Traders i juniorligan Alberta Junior Hockey League (AJHL). I hans första säsong med Traders gjorde Zalapski 17 mål och 70 poäng på 67 matcher. Zalapski tillbringade de närmaste två åren att spela med det kanadensiska landslaget. Han var med i den kanadensiska truppen i Vinter-OS 1988 som hölls i Calgary, Kanada. Kanada kom att hamna utanför medaljplats då de slutade på fjärde plats. Trots att Kanada förlorade i medaljmatchen, spelade Zalapski en nyckelroll i lagets segrar över Västtyskland och Tjeckoslovakien. Han är mest känd för sin 11 år långa karriär i NHL spelandes för Pittsburgh Penguins, Hartford Whalers, Calgary Flames, Montreal Canadiens och Philadelphia Flyers. Han spelade sedan för lag i hockeyligorna i Sverige, Tyskland, Italien och senast i Schweiz. Efter några säsonger i Schweiz lade Zalapski skridskorna på hyllan.
Zalapski valdes som fjärde spelare totalt i den första omgången i 1986 års NHL-draft av Pittsburgh Penguins. Han har gjort totalt 99 mål, 285 assist och sammanlagt 384 poäng under sina 637 matcher i NHL. Han registrerades även för 684 utvisningsminuter.
År 2006 blev han schweizisk medborgare genom giftermål.
Zalapski avled den 12 december 2017 vid 49 års ålder efter att ha drabbats av komplikationer relaterade till en virusinfektion.

## Utmärkelser
- NHL All-Rookie Team – 1989
- NHL All-Star Team – 1993